# Куравський Зіновій Васильович
Зіновій Васильович Куравський (28 серпня 1944, село Кулачин, тепер у складі міста Снятина Снятинського району Івано-Франківської області — 11 травня 2023) — український радянський компартійний діяч та дипломат, 1-й секретар Івано-Франківського обкому КПУ. Член ЦК КПУ у 1990—1991 р. Генеральний консул України в місті Кракові (1997—2001), Генеральний консул України в місті Гданську (2002—2006). Кандидат історичних наук, професор.

## Біографія
Народився в селянській родині. У 1951—1961 роках навчався спочатку в Кулачинській семирічній школі Снятинського району Станіславської області, а згодом — у Снятинській середній школі імені Василя Стефаника.
З 1961 року — вчитель фізики Пісниківської восьмирічної школі Млинівського району Рівненської області, вчитель фізики Потічківської восьмирічної школи Снятинського району Івано-Франківської області.
Упродовж 1962—1966 років навчався на фізико-математичному факультеті Івано-Франківського державного педагогічного інституту імені Василя Стефаника, який закінчив у 1966 році та здобув спеціальність вчителя фізики.
У 1966—1967 роках — служба в Радянській армії.
У 1967—1968 роках — заступник директора, вчитель фізики Підвисоцької середньої школи Снятинського району Івано-Франківської області.
У 1968—1971 роках — 1-й секретар Снятинського районного комітету комсомолу (ЛКСМУ) Івано-Франківської області.
Член КПРС з 1969 року.
У 1971—1975 роках — секретар, 1-й секретар Івано-Франківського обласного комітету ЛКСМУ.
У 1975—1978 роках — аспірант Академії суспільних наук при ЦК КПРС у Москві. Захистив кандидатську дисертацію на тему «Роль робітничого класу СРСР у відбудові та розвитку індустріально-технічної бази сільського господарства (1943—1950 рр.)»
У 1978—1988 роках — інструктор відділу пропаганди і агітації Івано-Франківського обласного комітету КПУ; завідувач відділу науки і навчальних закладів Івано-Франківського обласного комітету КПУ; завідувач відділу пропаганди і агітації Івано-Франківського обласного комітету КПУ. У 1988 — лютому 1990 р. — завідувач ідеологічного відділу Івано-Франківського обласного комітету КПУ.
9 лютого 1990 — серпень 1991 року — 1-й секретар Івано-Франківського обласного комітету КПУ.
У 1991—1996 роках — співробітник науково-виробничої асоціації «Наддністрянська» у місті Заліщики Тернопільської області.
З 1996 року — на дипломатичній роботі: 2-й секретар Консульського управління Міністерства закордонних справ України. У 1996—1997 роках — 2-й секретар (віце-консул) Посольства України в Республіці Молдові.
У 1997—2001 роках — генеральний консул України в місті Кракові (Республіка Польща).
У 2001—2002 роках — заступник начальника, начальник Консульського управління Департаменту консульської служби Міністерства закордонних справ України.
У 2002—2006 роках — генеральний консул України в місті Гданську (Республіка Польща).
У 2006—2010 роках — доцент, професор кафедри міжнародних відносин Прикарпатського національного університету імені Василя Стефаника.
Потім — на пенсії в місті Івано-Франківську. Голова Івано-Франківського осередку Всеукраїнської громадської організації «Спілка дипломатів України».

## Нагороди
- ордени
- медалі
- радник 1-го класу
- Надзвичайний і Повноважний Посланник 1-го класу